# Рождественский, Дмитрий Дмитриевич
Дмитрий Дмитриевич Рождественский (18 июля 1954, Ленинград — 6 июня 2002, Сиверский, Ленинградская область) — советский режиссёр, российский предприниматель и продюсер.

## Биография
Родился в семье военного врача, мама преподавала в Ленинградском университете.
Выпускник Музыкального училища имени Мусоргского, Государственного музыкального педагогического института имени Гнесиных, режиссёрского факультета Ленинградской государственной консерватории. Работал режиссёром в Донецком и Петрозаводском музыкальных театрах, на Ленинградском телевидении. Сотрудничал с композитором В. Копытько (оперы «Девочка, наступившая на хлеб» и «Его Жёны»).
В 1989 году занял должность генерального директора ПТО «Русское видео», в 1992 году возглавил совет директоров российской государственной компании «Русское видео». Выступал одним из представителей Мальтийского ордена в России
Возглавлял петербургскую телекомпанию «Русское видео — 11-й канал».
В 1995 году был одним из организаторов Петербургского отделения партии «Наш дом — Россия» и выдвигался как независимый кандидат в депутаты по 207 Восточному избирательному округу Санкт-Петербурга
В 1998 году против Дмитрия Рождественского было открыто уголовное преследование, около полутора лет он находился под арестом в тюрьме, перенёс инфаркт. Учтя состояние здоровья Рождественского, суд в августе 2000 года изменил меру пресечения на подписку о невыезде. На судебном заседании два обвинения из трёх были отвергнуты, а осуждённый по последнему к трём годам лишения свободы с конфискацией имущества он был тут же амнистирован в связи с 55-летием окончания Великой Отечественной войны.
Скончался ночью 06.06.2002 на своей даче в посёлке Сиверский от сердечного приступа.
Похоронен на Серафимовском кладбище, памятник на могиле создан профессором Санкт-Петербургской Академии художеств Н. Фоминым.

Могила на Серафимовском кладбище

## Театральные работы
- 1978 — «Медленное стекло». Спектакль кафедры оперной режиссуры Ленинградской консерватории по мотивам фантастического рассказа Боба Шоу (Ленинград, Россия).
- 1979 — «Египетские ночи». Спектакль Ленинградского отделения Всероссийского театрального общества по произведениям А. С. Пушкина. Реж. Дм. Рождественский и Ю. Борисов.

## Фильмография
1991 — «Афганский излом» (сопродюсер)